# Hydrornis
Hydrornis är ett fågelsläkte i familjen juveltrastar inom ordningen tättingar. Släktet inkluderades tidigare i släktet Pitta. Det omfattar tretton arter som förekommer i Sydostasien från Nepal till Stora Sundaöarna;:
- Öronjuveltrast (H. phayrei)
- Blånackad juveltrast (H. nipalensis)
- Blågumpad juveltrast (H. soror)
- Rostjuveltrast (H. oatesi)
- Blåryggig juveltrast (H. schneideri)
- Jättejuveltrast (H. caeruleus)
- Azurkronad juveltrast (H. baudii)
- Blå juveltrast (H. cyaneus)
- Smaragdjuveltrast (H. elliotii)
- Javajuveltrast (H. guajanus)
- Malackajuveltrast (H. irena)
- Borneojuveltrast (H. schwaneri)
- Blåkronad juveltrast (H. gurneyi)